# Ларш (Коррез)
Ларш (фр. Larche, окс. L'Archa) — коммуна во Франции, находится в регионе Лимузен. Департамент — Коррез. Административный центр кантона Ларш. Округ коммуны — Брив-ла-Гайярд.
Код INSEE коммуны — 19107.
Коммуна расположена приблизительно в 430 км к югу от Парижа, в 85 км южнее Лиможа, в 32 км к юго-западу от Тюля.

## Население
Население коммуны на 2008 год составляло 1664 человека.
| 1962 | 1968 | 1975 | 1982 | 1990 | 1999 | 2006 |
| ---- | ---- | ---- | ---- | ---- | ---- | ---- |
| 734  | 812  | 918  | 1155 | 1322 | 1419 | 1664 |

## Экономика
В 2007 году среди 1120 человек в трудоспособном возрасте (15-64 лет) 866 были экономически активными, 254 — неактивными (показатель активности — 77,3 %, в 1999 году было 73,9 %). Из 866 активных работали 795 человек (437 мужчин и 358 женщин), безработных было 71 (28 мужчин и 43 женщины). Среди 254 неактивных 94 человека были учениками или студентами, 82 — пенсионерами, 78 были неактивными по другим причинам.

## Фотогалерея

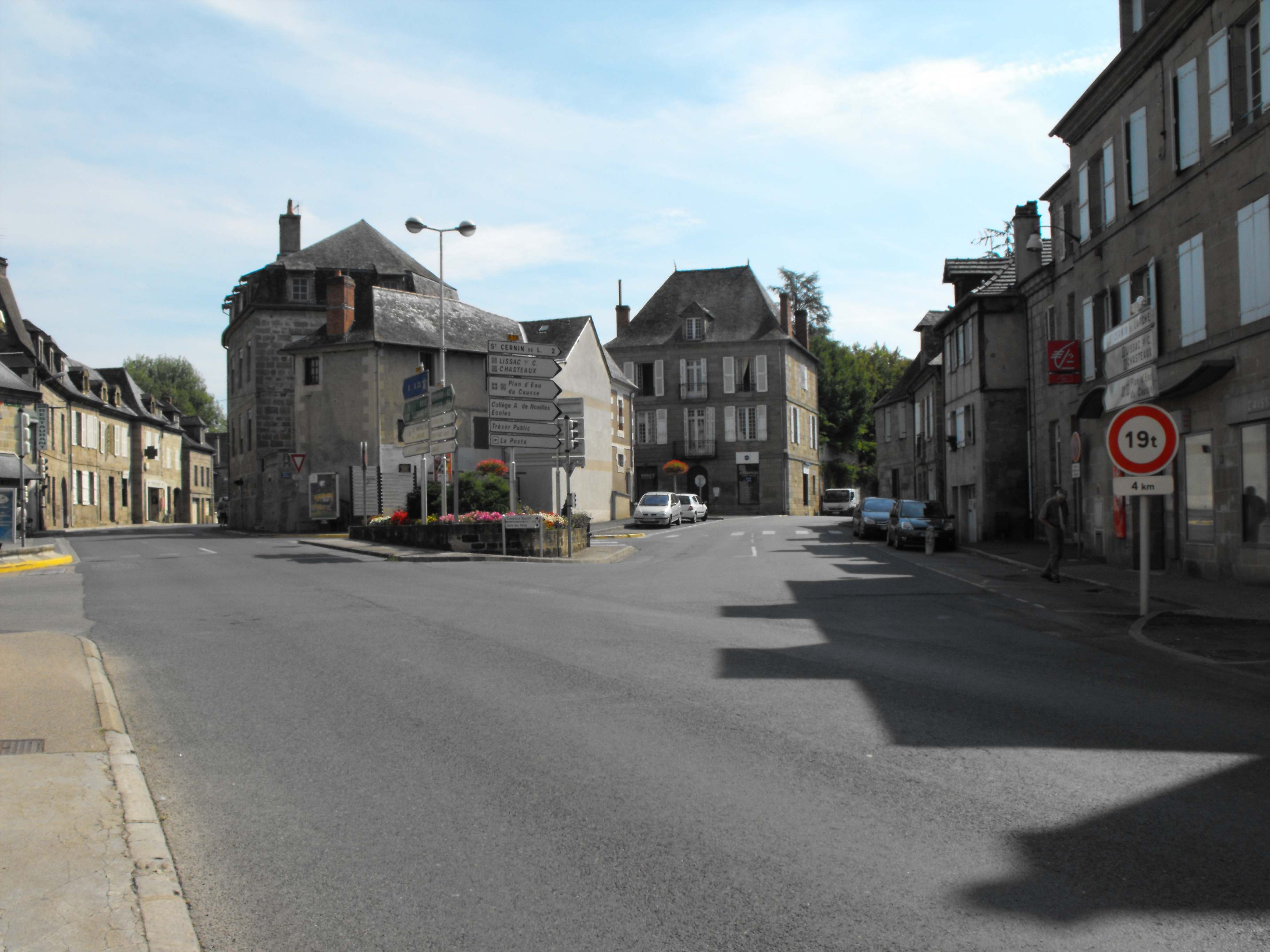
Ларш
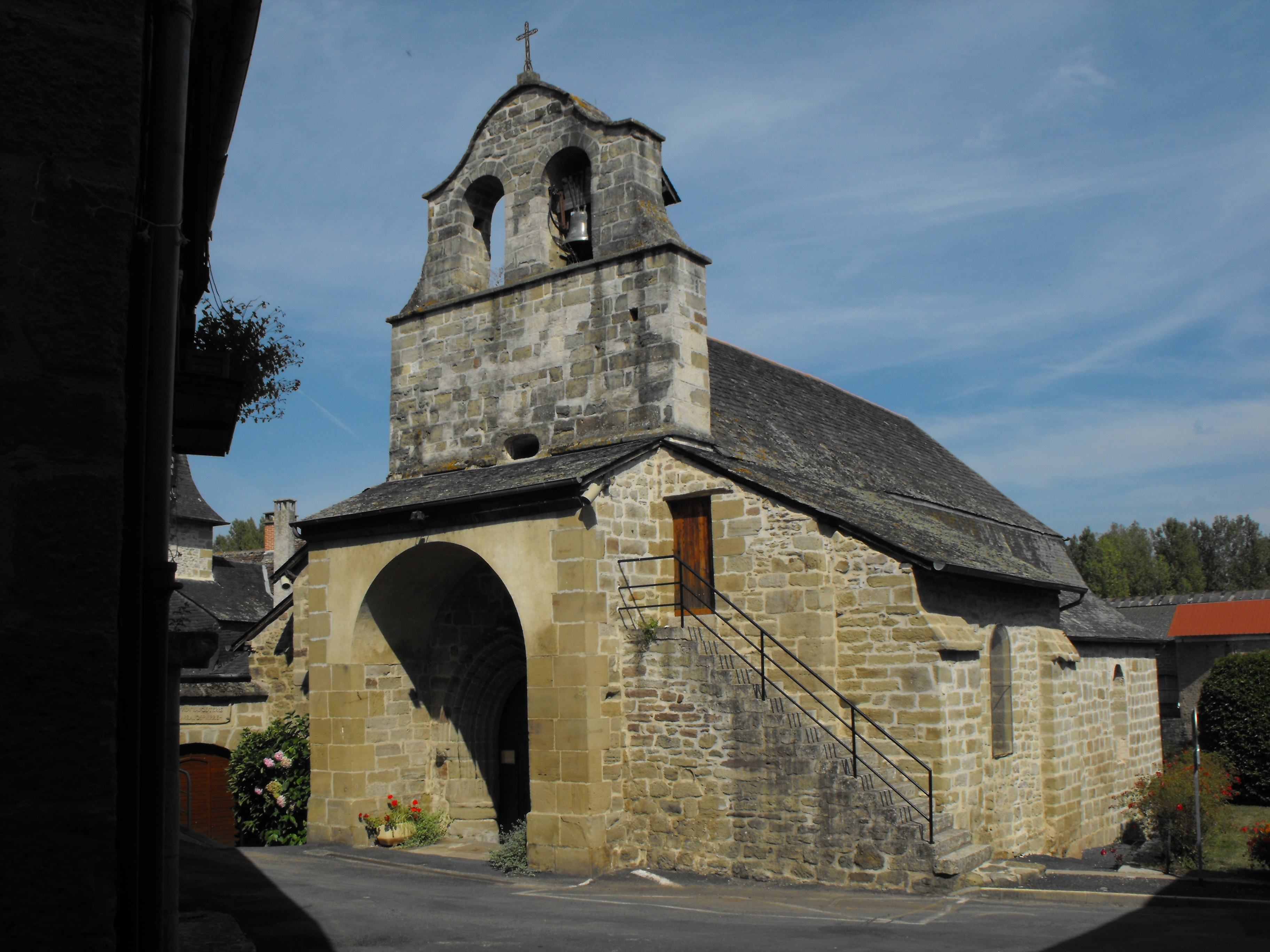
Церковь
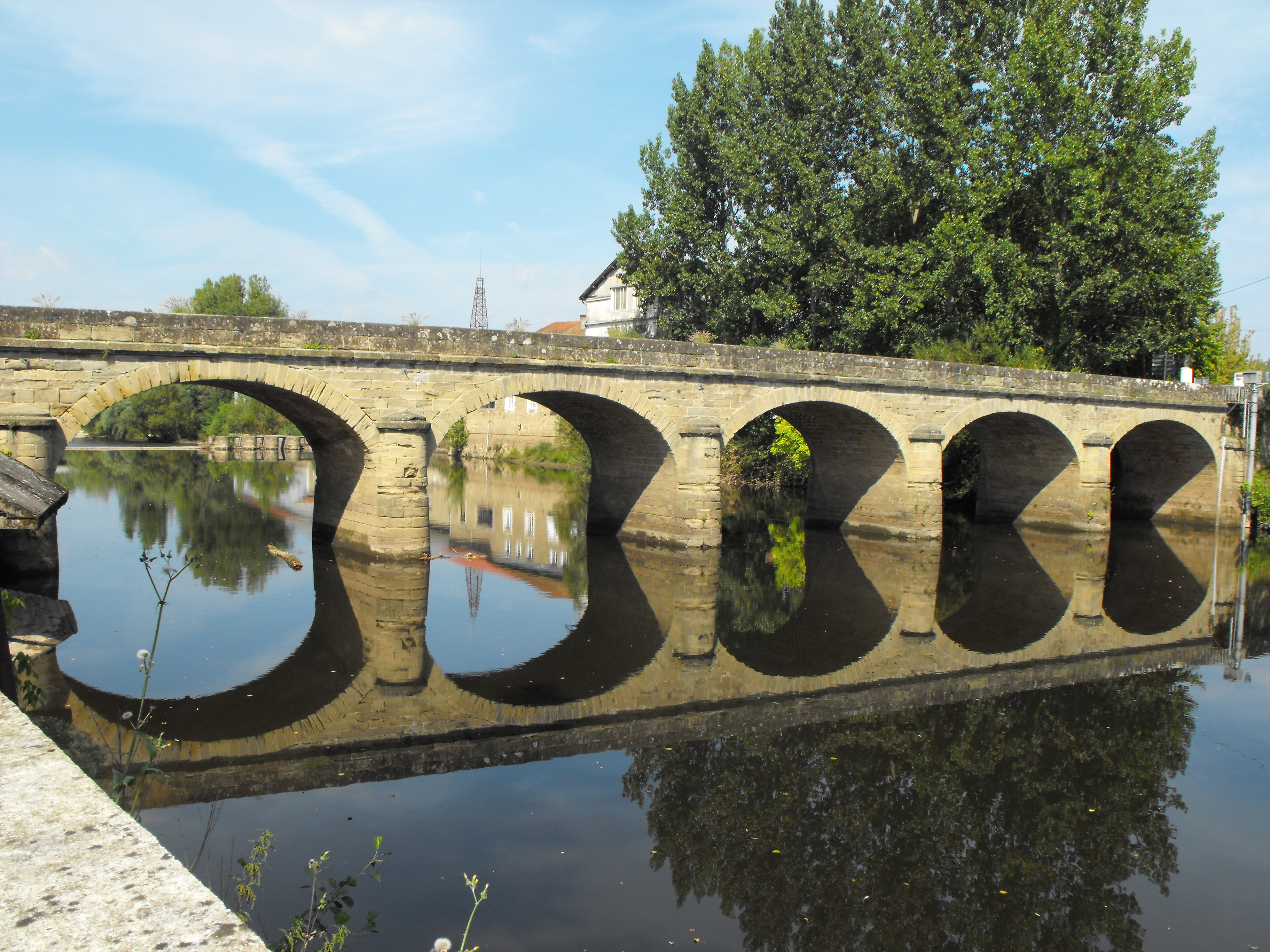
Мост через реку Везер